# Globus d'Or a la millor actriu en minisèrie o telefilm
El Globus d'Or a la millor actriu de minisèrie o telefilm va ser lliurat per primera vegada el 1981 per l'associació de la premsa estrangera de Hollywood. Aquest guardó s'atorga a la protagonista d'una minisèrie o telefilm, principalment en territori nord-americà.

## Guardonats per any

### Dècada de 1980
| Any  | Candidates      | Candidates                               | Pel·lícula                                                  | Paper                           |
| ---- | --------------- | ---------------------------------------- | ----------------------------------------------------------- | ------------------------------- |
| 1981 | Jane Seymour    | Jane Seymour                             | East of Eden                                                | Cathy / Kate Ames               |
| 1981 | Jane Seymour    | Ellen Burstyn                            | The People vs. Jean Harris                                  | Jean Harris                     |
| 1981 | Jane Seymour    | Glenda Jackson                           | The Patricia Neal Story                                     | Patricia Neal                   |
| 1981 | Jane Seymour    | Jaclyn Smith                             | Jacqueline Bouvier Kennedy                                  | Jacqueline Kennedy Onassis      |
| 1981 | Jane Seymour    | Joanne Woodward                          | Crisis at Central High                                      | Elizabeth Huckaby               |
| 1982 |                 | Ingrid Bergman                           | A Woman Called Golda                                        | Golda Meir                      |
| 1982 | Carol Burnett   | Life of the Party: The Story of Beatrice | Beatrice O'Reilly                                           |                                 |
| 1982 | Lucy Gutteridge | Little Gloria... Happy at Last           | Gloria Morgan Vanderbilt                                    |                                 |
| 1982 | Ann Jillian     | Mae West                                 | Mae West                                                    |                                 |
| 1982 | Lee Remick      | The Letter                               | Leslie Crosbie                                              |                                 |
| 1982 | Jean Stapleton  | Eleanor, First Lady of the World         | Eleanor Roosevelt                                           |                                 |
| 1983 | Ann-Margret     | Ann-Margret                              | Who Will Love My Children?                                  | Lucile Fray                     |
| 1983 | Ann-Margret     | Susan Blakely                            | Will There Really Be a Morning?                             | Frances Farmer                  |
| 1983 | Ann-Margret     | Blair Brown                              | Kennedy                                                     | Jacqueline Kennedy              |
| 1983 | Ann-Margret     | Gena Rowlands                            | Thursday's Child                                            | Victoria Alden                  |
| 1983 | Ann-Margret     | Rachel Ward                              | The Thorn Birds                                             | Meggie Cleary                   |
| 1984 | Ann-Margret     | Ann-Margret                              | A Streetcar Named Desire                                    | Blanche DuBois                  |
| 1984 | Ann-Margret     | Glenn Close                              | Something About Amelia                                      | Gail Bennett                    |
| 1984 | Ann-Margret     | Farrah Fawcett                           | The Burning Bed                                             | Francine Hughes                 |
| 1984 | Ann-Margret     | Jane Fonda                               | The Dollmaker                                               | Gertie Nevels                   |
| 1984 | Ann-Margret     | Glenda Jackson                           | Sakharov                                                    | Yelena Bonner                   |
| 1985 | Liza Minnelli   | Liza Minnelli                            | A Time to Live                                              | Mary-Lou Weisman                |
| 1985 | Liza Minnelli   | Peggy Ashcroft                           | The Jewel in the Crown                                      | Barbara Batchelor               |
| 1985 | Liza Minnelli   | Gena Rowlands                            | An Early Frost                                              | Katherine Pierson               |
| 1985 | Liza Minnelli   | Marlo Thomas                             | Consenting Adult                                            | Tess Lynd                       |
| 1985 | Liza Minnelli   | Joanne Woodward                          | The Super Dimension Fortress Macross: Do You Remember Love? | Barbara Wyatt-Hollis            |
| 1986 | Loretta Young   | Loretta Young                            | Christmas Eve                                               | Amanda Kingsley                 |
| 1986 | Loretta Young   | Farrah Fawcett                           | Nazi Hunter: The Beate Klarsfeld Story                      | Beate Klarsfeld                 |
| 1986 | Loretta Young   | Amy Irving                               | Anastasia: The Mystery of Anna                              | Anna Anderson.                  |
| 1986 | Loretta Young   | Vanessa Redgrave                         | Second Serve                                                | Richard Radley / Renee Richards |
| 1986 | Loretta Young   | Marlo Thomas                             | Nobody's Child                                              | Marie Balter                    |
| 1987 | Gena Rowlands   | Gena Rowlands                            | The Betty Ford Story                                        | Betty Ford                      |
| 1987 | Gena Rowlands   | Ann-Margret                              | The Two Mrs. Grenvilles                                     | Ann Arden Grenville             |
| 1987 | Gena Rowlands   | Farrah Fawcett                           | Poor Little Rich Girl: The Barbara Hutton Story             | Barbara Hutton                  |
| 1987 | Gena Rowlands   | Shirley MacLaine                         | Out on a Limb                                               | Ella misma                      |
| 1987 | Gena Rowlands   | Raquel Welch                             | Derecho a morir                                             | Emily Bauer                     |
| 1988 | Ann Jillian     | Ann Jillian                              | The Ann Jillian Story                                       | Ella mateixa                    |
| 1988 | Ann Jillian     | Vanessa Redgrave                         | A Man for All Seasons                                       | Lady Alice More                 |
| 1988 | Ann Jillian     | Jane Seymour                             | War and Remembrance                                         | Natalie Henry                   |
| 1988 | Ann Jillian     | Jane Seymour                             | The Woman He Loved                                          | Wallis Simpson                  |
| 1988 | Ann Jillian     | JoBeth Williams                          | Baby M                                                      | Mary Beth Whitehead             |
| 1989 | Christine Lahti | Christine Lahti                          | No Place Like Home                                          | Zan Cooper                      |
| 1989 | Christine Lahti | Farrah Fawcett                           | Small Sacrifices                                            | Diane Downs                     |
| 1989 | Christine Lahti | Holly Hunter                             | Roe v. Wade                                                 | Ellen Russell/Jane Doe          |
| 1989 | Christine Lahti | Jane Seymour                             | War and Remembrance                                         | Natalie Henry                   |
| 1989 | Christine Lahti | Loretta Young                            | Lady in the Corner                                          | Grace Guthrie                   |

### Dècada de 1990
| Any  | Candidates      | Candidates           | Pel·lícula                                                                    | Paper                      |
| ---- | --------------- | -------------------- | ----------------------------------------------------------------------------- | -------------------------- |
| 1990 | Sense imatge    | Barbara Hershey      | A Killing in a Small Town                                                     | Candy Morrison             |
| 1990 | Sense imatge    | Annette O'Toole      | The Kennedys of Massachusetts                                                 | Rose Fitzgerald Kennedy    |
| 1990 | Sense imatge    | Suzanne Pleshette    | Leona Helmsley: The Queen of Mean                                             | Leona Helmsley             |
| 1990 | Sense imatge    | Lesley Ann Warren    | Family of Spies                                                               | Barbara Walker             |
| 1990 | Sense imatge    | Stephanie Zimbalist  | Caroline?                                                                     | Caroline                   |
| 1991 | Sense imatge    | Judy Davis           | One Against the Wind                                                          | Mary Lindell               |
| 1991 | Sense imatge    | Glenn Close          | Sarah, Plain and Tall                                                         | Sarah Wheaton              |
| 1991 | Sense imatge    | Sally Kirkland       | The Haunted                                                                   | Janet Smurl                |
| 1991 | Sense imatge    | Jessica Tandy        | The Story Lady                                                                | Grace McQueen              |
| 1991 | Sense imatge    | Lynn Whitfield       | The Josephine Baker Story                                                     | Josephine Baker            |
| 1992 | Laura Dern      | Laura Dern           | Afterburn                                                                     | Janet Harduvel             |
| 1992 | Laura Dern      | Drew Barrymore       | Guncrazy                                                                      | Anita Minteer              |
| 1992 | Laura Dern      | Katharine Hepburn    | The Man Upstairs                                                              | Victoria Brown             |
| 1992 | Laura Dern      | Jessica Lange        | O Pioneers!                                                                   | Alexandra Bergson          |
| 1992 | Laura Dern      | Kyra Sedgwick        | Miss Rose White                                                               | Reyzel Weiss / Rosa Blanca |
| 1993 | Bette Midler    | Bette Midler         | Gypsy                                                                         | Mama Rose Hovick           |
| 1993 | Bette Midler    | Helena Bonham Carter | Fatal Deception: Mrs. Lee Harvey Oswald                                       | Marina Oswald              |
| 1993 | Bette Midler    | Faye Dunaway         | Columbo                                                                       | Lauren Staton              |
| 1993 | Bette Midler    | Holly Hunter         | The Positively True Adventures of the Alleged Texas Cheerleader-Murdering Mom | Wanda Holloway             |
| 1993 | Bette Midler    | Anjelica Huston      | Family Pictures                                                               | Lainey Eberlin             |
| 1994 | Joanne Woodward | Joanne Woodward      | Breathing Lessons: The Life and Work of Mark O'Brien                          | Maggie Moran               |
| 1994 | Joanne Woodward | Kirstie Alley        | David's Mother                                                                | Sally Goodson              |
| 1994 | Joanne Woodward | Irene Bedard         | Lakota Woman                                                                  | Mary Crow Dog              |
| 1994 | Joanne Woodward | Diane Keaton         | Amelia Earhart: The Final Flight                                              | Amelia Earhart             |
| 1994 | Joanne Woodward | Diana Ross           | Out of Darkness                                                               | Paulie Cooper              |
| 1995 | Jessica Lange   | Jessica Lange        | A Streetcar Named Desire                                                      | Blanche DuBois             |
| 1995 | Jessica Lange   | Glenn Close          | Servint en silenci                                                            | Margarethe Cammermeyer     |
| 1995 | Jessica Lange   | Jamie Lee Curtis     | The Heidi Chronicles                                                          | Heidi Holland              |
| 1995 | Jessica Lange   | Sally Field          | A Woman of Independent Means                                                  | Bess Alcott Steed Garner   |
| 1995 | Jessica Lange   | Linda Hamilton       | A Mother's Prayer                                                             | Elinor Dashwood            |
| 1996 | Helen Mirren    | Helen Mirren         | Losing Chase                                                                  | Chase Phillips             |
| 1996 | Helen Mirren    | Ashley Judd          | Norma Jean & Marilyn                                                          | Norma Jean Dougherty       |
| 1996 | Helen Mirren    | Demi Moore           | If These Walls Could Talk                                                     | Claire Donnelly            |
| 1996 | Helen Mirren    | Isabella Rossellini  | Crime of the Century                                                          | Anna Hauptmann             |
| 1996 | Helen Mirren    | Mira Sorvino         | Norma Jean & Marilyn                                                          | Marilyn Monroe             |
| 1997 | Alfre Woodard   | Alfre Woodard        | Miss Evers' Boys                                                              | Eunice Evers               |
| 1997 | Alfre Woodard   | Ellen Barkin         | Before Women Had Wings                                                        | Glory Marie                |
| 1997 | Alfre Woodard   | Jena Malone          | Contact                                                                       | Lilly Kate Burns           |
| 1997 | Alfre Woodard   | Vanessa Redgrave     | Hope                                                                          | Graziella Luciano          |
| 1997 | Alfre Woodard   | Meryl Streep         | ...First Do No Harm                                                           | Lori                       |
| 1998 | Angelina Jolie  | Angelina Jolie       | GIA                                                                           | Gia Carangi                |
| 1998 | Angelina Jolie  | Stockard Channing    | The Baby Dance                                                                | Rachel Luckman             |
| 1998 | Angelina Jolie  | Laura Dern           | The Baby Dance                                                                | Wanda LeFauve              |
| 1998 | Angelina Jolie  | Ann-Margret          | Life of the Party: The Pamela Harriman Story                                  | Pamela Harriman            |
| 1998 | Angelina Jolie  | Miranda Richardson   | Merlín                                                                        | Reina Mab                  |
| 1999 | Halle Berry     | Halle Berry          | Introducing Dorothy Dandridge                                                 | Dorothy Dandridge          |
| 1999 | Halle Berry     | Judy Davis           | Dash and Lilly                                                                | Lillian Hellman            |
| 1999 | Halle Berry     | Mia Farrow           | Forget Me Never                                                               | Diane McGowin              |
| 1999 | Halle Berry     | Helen Mirren         | The Passion of Ayn Rand                                                       | Ayn Rand                   |
| 1999 | Halle Berry     | Leelee Sobieski      | Juana d'Arc                                                                   | Juana d'Arc                |

### Dècada de 2000
| Any  | Candidates     | Candidates           | Pel·lícula                                | Paper                                                    |
| ---- | -------------- | -------------------- | ----------------------------------------- | -------------------------------------------------------- |
| 2000 | Judi Dench     | Judi Dench           | The Last of the Blonde Bombshells         | Elizabeth                                                |
| 2000 | Judi Dench     | Holly Hunter         | Harlan County War                         | Ruby Kincaid                                             |
| 2000 | Judi Dench     | Christine Lahti      | Una hija de América                       | Lyssa Dent Hughes                                        |
| 2000 | Judi Dench     | Frances O'Connor     | Madame Bovary                             | Emma Bovary                                              |
| 2000 | Judi Dench     | Rachel Ward          | On the Beach                              | Moira Davidson                                           |
| 2000 | Judi Dench     | Alfre Woodard        | Holiday Heart                             | Wanda                                                    |
| 2001 | Sense imatge   | Judy Davis           | Life with Judy Garland: Me and My Shadows | Judy Garland                                             |
| 2001 | Sense imatge   | Bridget Fonda        | No Ordinary Baby                          | Linda Sanclair                                           |
| 2001 | Sense imatge   | Julianna Margulies   | The Mists of Avalon                       | Morgaine                                                 |
| 2001 | Sense imatge   | Leelee Sobieski      | Uprising                                  | Tosia Altman                                             |
| 2001 | Sense imatge   | Hannah Taylor-Gordon | Anne Frank: The Whole Story               | Ana Frank                                                |
| 2001 | Sense imatge   | Emma Thompson        | Wit                                       | Vivian Bearing                                           |
| 2002 | Uma Thurman    | Uma Thurman          | Hysterical Blindness                      | Debbie Miller                                            |
| 2002 | Uma Thurman    | Helena Bonham Carter | Live from Baghdad                         | Ingrid Formanek                                          |
| 2002 | Uma Thurman    | Shirley MacLaine     | Hell on Heels: The Battle of Mary Kay     | Mary Kay Ash                                             |
| 2002 | Uma Thurman    | Helen Mirren         | Door to Door                              | Srs. Porter                                              |
| 2002 | Uma Thurman    | Vanessa Redgrave     | The Gathering Storm                       | Clementina Churchill                                     |
| 2003 | Meryl Streep   | Meryl Streep         | Angels in America                         | Hannah Pitt / Ethel Rosenberg / Rabí / Àngel d'Austràlia |
| 2003 | Meryl Streep   | Judy Davis           | the Reagan                                | Nancy Reagan                                             |
| 2003 | Meryl Streep   | Jessica Lange        | Normal                                    | Irma Applewood                                           |
| 2003 | Meryl Streep   | Helen Mirren         | The Roman Spring of Mrs. Stone            | Karen Stone                                              |
| 2003 | Meryl Streep   | Maggie Smith         | My House in Umbria                        | Emily Delahunty                                          |
| 2004 | Glenn Close    | Glenn Close          | The Lion in Winter                        | Leonor de Aquitania                                      |
| 2004 | Glenn Close    | Blythe Danner        | Back When We Were Grownups                | Rebecca Holmes Davitch                                   |
| 2004 | Glenn Close    | Julianna Margulies   | The Grid                                  | Maren Jackson                                            |
| 2004 | Glenn Close    | Miranda Richardson   | The Lost Prince                           | Maria de Teck                                            |
| 2004 | Glenn Close    | Hilary Swank         | Iron Jawed Angels                         | Alice Paul                                               |
| 2005 | Sense imatge   | S. Epatha Merkerson  | Lackawanna Blues                          | Rachel "Nanny" Crosby                                    |
| 2005 | Sense imatge   | Halle Berry          | Their Eyes Were Watching God              | Janie Crawford                                           |
| 2005 | Sense imatge   | Kelly Macdonald      | La chica del café                         | Gina                                                     |
| 2005 | Sense imatge   | Cynthia Nixon        | Warm Springs                              | Eleanor Roosevelt                                        |
| 2005 | Sense imatge   | Mira Sorvino         | Human Trafficking                         | Kate Morozov                                             |
| 2006 | Helen Mirren   | Helen Mirren         | Elizabeth I                               | Isabel I de Inglaterra                                   |
| 2006 | Helen Mirren   | Gillian Anderson     | Bleak House                               | Lady Dedlock                                             |
| 2006 | Helen Mirren   | Annette Bening       | Mrs. Harris                               | Jean Harris                                              |
| 2006 | Helen Mirren   | Helen Mirren         | Prime Suspect                             | Jane Tennison                                            |
| 2006 | Helen Mirren   | Sophie Okonedo       | Tsunami: The Aftermath                    | Susie Carter                                             |
| 2007 | Queen Latifah  | Queen Latifah        | Life Support                              | Ana Walace                                               |
| 2007 | Queen Latifah  | Bryce Dallas Howard  | As You Like It                            | Rosalind                                                 |
| 2007 | Queen Latifah  | Debra Messing        | The Starter Wife                          | Molly Kagan                                              |
| 2007 | Queen Latifah  | Sissy Spacek         | Pictures of Hollis Woods                  | Josie Cahill                                             |
| 2007 | Queen Latifah  | Ruth Wilson          | Jane Eyre                                 | Jane Eyre                                                |
| 2008 | Laura Linney   | Laura Linney         | John Adams                                | Abigail Adams                                            |
| 2008 | Laura Linney   | Judi Dench           | Cranford                                  | Matty Jenkyns                                            |
| 2008 | Laura Linney   | Catherine Keener     | An American Crime                         | Gertrude Baniszewski                                     |
| 2008 | Laura Linney   | Shirley MacLaine     | Coco Chanel                               | Coco Chanel                                              |
| 2008 | Laura Linney   | Susan Sarandon       | Bernard and Doris                         | Doris Duke                                               |
| 2009 | Drew Barrymore | Drew Barrymore       | Grey Gardens                              | Edith Bouvier Beale                                      |
| 2009 | Drew Barrymore | Joan Allen           | Georgia O'Keeffe                          | Georgia O'Keeffe                                         |
| 2009 | Drew Barrymore | Jessica Lange        | Grey Gardens                              | Edith Ewing Bouvier Beale.                               |
| 2009 | Drew Barrymore | Anna Paquin          | The Courageous Heart of Irena Sendler     | Irena Sendler                                            |
| 2009 | Drew Barrymore | Sigourney Weaver     | Prayers for Bobby                         | Mary Griffith                                            |

### Dècada de 2010
| Any  | Candidates           | Candidates                        | Pel·lícula                                        | Paper                          |
| ---- | -------------------- | --------------------------------- | ------------------------------------------------- | ------------------------------ |
| 2010 | Claire Danes         | Claire Danes                      | Temple Grandin                                    | Temple Grandin                 |
| 2010 | Claire Danes         | Hayley Atwell                     | The Pillars of the Earth                          | Aliena                         |
| 2010 | Claire Danes         | Judi Dench                        | Return to Cranford                                | Matty Jenkyns                  |
| 2010 | Claire Danes         | Romola Garai                      | Emma                                              | Emma Woodhouse                 |
| 2010 | Claire Danes         | Jennifer Love Hewitt              | The Client List                                   | Samantha Horton                |
| 2011 | Kate Winslet         | Kate Winslet                      | Mildred Pierce                                    | Mildred Pierce                 |
| 2011 | Kate Winslet         | Romola Garai                      | The Hour                                          | Bel Rowley                     |
| 2011 | Kate Winslet         | Diane Lane                        | Cinema Verite                                     | Pat Loud                       |
| 2011 | Kate Winslet         | Elizabeth McGovern                | Downton Abbey                                     | Contesa de Grantham            |
| 2011 | Kate Winslet         | Emily Watson                      | Appropriate Adult                                 | Janet Leach                    |
| 2012 | Julianne Moore       | Julianne Moore                    | Game Change                                       | Sarah Palin                    |
| 2012 | Julianne Moore       | Nicole Kidman                     | Hemingway & Gellhorn                              | Martha Gellhorn                |
| 2012 | Julianne Moore       | Jessica Lange                     | American Horror Story: Asylum                     | Germana Jude/ Judy Martin      |
| 2012 | Julianne Moore       | Sienna Miller                     | The Girl                                          | Tippi Hedren                   |
| 2012 | Julianne Moore       | Sigourney Weaver                  | Political Animals                                 | Elaine Barrish Hammond         |
| 2013 |                      | Elisabeth Moss                    | Top of the Lake                                   | Robin Griffin                  |
| 2013 | Helena Bonham Carter | Burton & Taylor                   | Elizabeth Taylor                                  |                                |
| 2013 | Rebecca Ferguson     | The White Queen                   | Elizabeth Woodville                               |                                |
| 2013 | Jessica Lange        | American Horror Story: Coven      | Fiona Goode                                       |                                |
| 2013 | Helen Mirren         | Phil Spector                      | Linda Kenney Baden                                |                                |
| 2014 |                      | Maggie Gyllenhaal                 | The Honourable Woman                              | Nessa Stein                    |
| 2014 | Frances McDormand    | Olive Kitteridge                  | Olive Kitteridge                                  |                                |
| 2014 | Frances O'Connor     | The Missing                       | Emily Hughes / Walsh                              |                                |
| 2014 | Jessica Lange        | American Horror Story: Freak Show | Elsa Mars                                         |                                |
| 2014 | Allison Tolman       | Fargo                             | Molly Solverson                                   |                                |
| 2015 |                      | Lady Gaga                         | American Horror Story: Hotel                      | Elizabeth Johnson "La Condesa" |
| 2015 | Kirsten Dunst        | Fargo                             | Peggy Blomquist                                   |                                |
| 2015 | Sarah Hay            | Flesh and Bone                    | Claire Robbins                                    |                                |
| 2015 | Felicity Huffman     | American Crime                    | Barbara "Barb" Hanlon                             |                                |
| 2015 | Queen Latifah        | Bessie                            | Bessie Smith                                      |                                |
| 2016 |                      | Sarah Paulson                     | The People v. O. J. Simpson: American Crime Story | Marcia Clark                   |
| 2016 | Riley Keough         | The Girlfriend Experience         | Christine Reade                                   |                                |
| 2016 | Charlotte Rampling   | London Spy                        | Frances Turner                                    |                                |
| 2016 | Felicity Huffman     | American Crime                    | Leslie Graham                                     |                                |
| 2016 | Kerry Washington     | Confirmation                      | Anita Faye Hill                                   |                                |
| 2017 |                      | Nicole Kidman                     | Big Little Lies                                   | Celeste Wright                 |
| 2017 | Jessica Biel         | The Sinner                        | Cora Tannetti                                     |                                |
| 2017 | Jessica Lange        | Feud: Bette & Joan                | Joan Crawford                                     |                                |
| 2017 | Susan Sarandon       | Feud: Bette & Joan                | Bette Davis                                       |                                |
| 2017 | Reese Witherspoon    | Big Little Lies                   | Madeline Mackenzie                                |                                |
| 2018 |                      | Amy Adams                         | Sharp Objects                                     | Camille Preaker                |
| 2018 | Patricia Arquette    | Escape at Dannemora               | Tilly Mitchell                                    |                                |
| 2018 | Connie Britton       | Dirty John                        | Debra Newell                                      |                                |
| 2018 | Laura Dern           | The Tale                          | Jennifer Fox                                      |                                |
| 2018 | Regina King          | Seven Seconds                     | Latrice Butler                                    |                                |